# Крпића џамија у Бијељини
Ахмед-бега Крпића џамија, позната и као Крпића џамија је џамија у Бијељини.

## Историјат
Ову џамију је изградио Ахмед-бег Крпић, угледни трговац из Бијељине, поријеклом из Херцеговине, крајем 18. вијека у бијељинском насељу Хамбар. Џамија је порушена 1909. године због дотрајалости. Нова је изграђена на истом мјесту. Порушена је 13. марта 1993. године. Темељ за џамију је постављен 2003. године на иницијативу Меџлиса Исламске заједнице Бијељина. Ово је друга обновљена џамија у Бијељини, радови су окончани крајем 2023. године. Свечано отварање је 21. јула 2024. године. Џамија је била активна за вјерске обреде и прије свечаног отворења.

## Статус
Ово је друга обновљена џамија у Бијељини, шеста на подручју Меџлиса Исламске заједнице Бијељина.